# Swat (État princier)
1849–1969
Entités précédentes :
- Empire sikh

Entités suivantes :
- Pakistan

Swat ou Dera Yusufzai (en ourdou : ریاست سوات) est un ancien État princier des Indes, correspondant à l'actuel district de Swat.
L’État de Swat est fondé en 1849. Son souverain est appelé « Amir-e Shariyat » puis « Badshah Saheb » à partir de 1918 et enfin « Wali » à compter de 1926. De 1863 à 1914, le trône est vacant.
En 1947, son souverain Miyangol Golshahzada Abd al-Wadud accepte de rejoindre le Pakistan et l'État est définitivement intégré le 28 juillet 1969 à la province du Pakistan occidental, puis rejoint la province de la Frontière-du-Nord-Ouest en 1970 quand elle est rétablie. Selon le recensement de 1951, la population de l’État s'élevait à 446 014 habitants. 

## Liste des émirs puis walis de Swat

### Émirs
- 1849 - 1857 : Akbar-Shah
- 1857 - 1863 : Moubarak-Shah

### Walis
- 1914 - 1917 : Abdul-Jabbar-Khan
- 1917 - 1949 : Abdul-Wadud-Khan (1881-1971), abdiqua
- 1949 - 1969 : Jahanzed-Khan (1908-1987)